# Psilachnum lateritioalbum
Psilachnum lateritioalbum är en svampart som först beskrevs av Petter Adolf Karsten, och fick sitt nu gällande namn av Franz Xaver von Höhnel 1926. Psilachnum lateritioalbum ingår i släktet Psilachnum och familjen Hyaloscyphaceae.   Inga underarter finns listade i Catalogue of Life.